# Asociación Canófila Guatemalteca
Asociación Canófila Guatemalteca (ACG) är Guatemalas nationella kennelklubb. Den är medlem i den internationella kennelfederationen Fédération Cynologique Internationale (FCI). Den är de guatemalanska hundägarnas intresse- och riksorganisation och för nationell stambok över hundraser. Organisationen grundades 1975.